# Saviour Machine
Saviour Machine é uma banda cristã de gothic metal formada em 1989.

## Discografia
- 1990 - Demo
- 1993 - Saviour Machine I
- 1994 - Saviour Machine II
- 1997 - Legend Part I
- 1998 - Legend Part II
- 2001 - Legend III:I
- 2001 - Legend III:I (Limited Edition)
- 2007 - Legend Part I (Limited Edition 2 CD)
- 2007 - Legend Part II (Limited Edition 2 CD)
- 2011 - Legend III: II

### Singles
- 1998 - Behold A Pale Horse

### Coletâneas
- 1999 - Massacre Classix Shape Edition
- 2001 - Synopsis: An Introduction for Saviour Machine
- 2006 - Rarities/Revelations

### Ao vivos
- 1996 - Live In Deutschland
- 2002 - Live in Deutschland 2002
- 2010 - Last breath

## Videografia
- 2002 - Live in Deutschland 2002